# Невена Липовац
Невена Липовац (удато Мијић, 1989)  је српска манекенка и Мис Србије 2008. године. 
Завршила је школу манекенства у агенцији „Stage“. 
Невена постаје Мис Србије, након што се појавила на такмичењу као Мис Београда 2008. године. 
По занимању је економиста, а сада је предузетница и има рекламну агенцију под својим именом.  У јулу 2017. године је покренула производњу купаћих костима за децу Tiny Lulu, која је од локалног прерасла у глобални бренд.   Има три ћерке.
Године 2019. била је волонтерка кампање "Inspiring girls". 